# Sofía Espín
Sofía Eugenia Espín Reyes es una política ecuatoriana.

## Trayectoria
Fue asambleísta por Alianza País, pero destituida de la Asamblea Nacional en noviembre de 2018 con una mayoría de 94 votos. Una investigación había señalado que ella visitó a Jessica Falcón, una persona en prisión que estuvo involucrada en el secuestro del político Fernando Balda. Este es un caso importante que involucra al expresidente Rafael Correa. Se dijo que ella y la abogada, Yadira Cadena, hicieron una oferta de asistencia legal, dinero y asilo político, en Bélgica, a Balda si ella estaba dispuesta a retractarse de su testimonio en el caso Balda.
El expresidente Correa huyó a Bélgica donde solicitó asilo político mientras se resistía a los reclamos de extradición de Ecuador.
Espín estaba obligada a presentarse cada ocho días ante la Corte Provincial de Justicia del Guayas, pero antes de finalizar 2018 abandonó el país por motivos de salud.
En enero de 2019 estuvo en Bolivia con el exjefe de comunicación Carlos Ochoa. Fueron descritos como "prófugos de la justicia" y ambos solicitaron asilo político en febrero. Dijeron que el gobierno del presidente Lenín Moreno los estaba persiguiendo a los dos, aunque el gobierno ecuatoriano aseguró a los bolivianos que eran delincuentes comunes y que no había motivación política. En ese momento, el gobierno boliviano dijo que tomaría una decisión dentro de cuatro meses, pero nunca se publicó una decisión.
En abril de 2020 se dijo que estaba exiliada con Correa en México, había viajado por tierra desde Bolivia a Lima, donde luego tomó un avión para México en noviembre.
Espín fue reelegida a la Asamblea Nacional en 2021. Retomó su escaño el 14 de mayo. Renunció a su cargo como presidenta de Unión por la Esperanza (UNES) y fue reemplazada por Paola Cabezas.
En noviembre de 2021 fue una de las políticas que se abstuvo lo que permitió aprobar la Ley de Desarrollo Económico y Sostenibilidad Fiscal. También propuso, en la Asamblea Nacional, que el 15 de noviembre se dedique como un día para recordar la lucha de los trabajadores en el aniversario de la huelga general y masacre de Guayaquil de 1922.
En junio de 2022 estuvo entre los miembros que solicitaron un debate sobre la sustitución del presidente Guillermo Lasso por su supuesta mala gestión. Otros 46 miembros firmaron la solicitud, entre ellos Vanessa Álava, Jhajaira Urresta, Patricia Mendoza, Victoria Desintonio, Viviana Veloz y Rosa Mayorga. 